# Freedom Call
Freedom Call és una banda alemanya de power metal formada el 1998.

## Biografia
Freedom Call va ser formada el 1998 per Chris Bay i Daniel Zimmermann durant un fora-període per la banda principal d'aquest últim, Raig Gamma. Completat finalment un àlbum de demostració de sis cançons, Freedom Call amb el productor bon conegut Charlie Bauerfeind, qui va oferir la cinta a diverses empreses de rècord.
Alhora, l'alineació de Freedom Call va ser completada per Ilker Ersin al baix i Sascha Gerstner a la guitarra. En Chris i en Dan van veure Sascha al començament de 1998, tocant en una banda de covers. Ilker i Chris havien tocat junts en una banda anomenada Moon Doc durant alguns anys.
L'àlbum de debut, Stairway to Fairyland va ser alliberat al principi de 1999, i el 25 de maig Freedom Call va fer el seu debut viu oficial durant una gira a França fent de banda de suport d'Angra i Edguy Edguy.
Al final de l'agost Freedom Call va començar enregistrar l'àlbum "Taragon", amb cançons noves, una versió de coberta de Ultravox' "Dancing with tears in my eyes", un nova versió cantada de "Stairway to Fairyland" una cançó de bonificació japonesa anomenada "Kingdom Come" i una versió nova de "Llàgrimes de Taragon" amb Biff Byford, cantant de Saxon narrant "the Tale of Taragon".
Cap al final de 1999, Freedom Call havia entrat a l'estudi un altre cop per enregistrar el segon àlbum anomenat " Empire Crystal ", el qual va ser alliberat en tardà 2000.
El març de 2001 Sascha Gerstner va marxar de Freedom Call (més tard s'uniria a Helloween). Finalment va ser reemplaçat per Cédric "Cede" Dupont, el guitarrista suís de Symphorce.
A la meitat de gener del 2002 la formació nova de la banda va començar enregistrar el seu àlbum nou anomenat "Eternity." Dan i Chris van produir l'àlbum en el seu propi aquest cop mentre Charlie Bauerfeind no estava disponible. Ell era tanmateix, el responsable pels enregistraments de tambor i la barreja final.
Més tard, aquell mateix any, van ser convidats a una gira amb Blind Guardian. Durant aquesta gira van enregistrar l'àlbum "Invasió Viva " juntament amb Charlie Bauerfeind en Düsseldorf, Stuttgart i Múnic.
El músic de teclat utilitzat en aquesta gira, Nils Neumann, va ser aviat convidat per esdevenir el cinquè membre de la banda. Després d'un trencament estès, el següent àlbum "The Circle of Life" va ser enregistrat al Hansen Estudio, Hamburg i Estudis de FC, Nuremberg de l'August fins a l'octubre de 2004, i alliberat el març de 2005.
Poc després de l'alliberament, Cédric "Cede" Dupont i Ilker Ersin van decidir deixar Freedom Call (independentment de l'altre). Les substitucions eren finalment anunciades en la forma respectiva del desconegut Lars Rettkowitz i Armin Donderer, anteriorment de Paradox.
Un àlbum nou amb el títol "Dimensions" va ser alliberat damunt 23 April 2007 i, segons Dan Zimmermann, sona més proper a l'àlbum d'Eternitat que el seu successor més experimental. Les cançons "The Wanderer" i "Dimensions" també eren utilitzades en el joc de "Flash Flash Revolution"
El març de 2009, la banda va anunciar que posaven els tactes d'acabament a un àlbum nou, "Legend of the Shadowking", i que s'havien separat amb el baixista Armin Donderer, qui seria reemplaçat per Samy Saemann.
També Dan Zimmerman va anunciar que seria reemplaçat per Klaus Sperling pel cicle de concerts del 2010 mentre seguiria la carretera amb Gamma Ray durant aquest període. Més tard ha estat confirmat a les portades de les webs de les bandes que Zimmermann ha deixat oficialment la banda. És actualment llistat com a exmembre.
Chris Badia va anunciar que la banda estava treballant en un altre àlbum per ser alliberat al febrer 2012. Va ser anunciat dins setembre 2011, que el títol de l'àlbum és "Land of the Crimson Dawn" L'àlbum va ser alliberat 24 febrer 2012.
La banda va anunciar el 15 de setembre de 2013 que estaven treballant en un àlbum nou, "Beyond", amb una nova formació. Ilker Ersin va tornar a la banda per reprendre les funcions de baix després d'alguns anys de distància i un nou bateria.
Un vídeo de música nou va ser filmat el 15/12/2013 per la cançó "Union of the Strong". El rodatge va lloc a les proximitats de Nuremberg i de Franconia, i la cançó va estar agafada del nou disc "Beyond", que va ser llançat el divendres 21 de febrer de 2014.

## Allistament
- Chris Bay – Vocal i Guitarra (1998–present)
- Ilker Ersin – Baix (1998–2005, 2012–present)
- Lars Rettkowitz – Guitar (2005–present)
- Ramy Ali – Bateria (2013–present)

### Membres anteriors
- Dan Zimmermann – Bateria (1998–2010)
- Sascha Gerstner – Guitarra (1998–2001)
- Cédric "Cede" Dupont – Guitarra (2001–2005)
- Nils Neumann – Teclat (2003–2006)
- Armin Donderer – Baix (2005–2009)
- Eero Kaukomies – Teclats en directe (2006)
- Dirk Schlächter – Teclats en directe (1999–2000)
- Samy Saemann – Baix (2009–2013)
- Klaus Sperling – Bateria (2010–2013)

## Discografia

### Àlbums
- Stairway to Fairyland (1999)
- Crystal Empire (2001)
- Eternity (2002)
- The Circle of Life (2005)
- Dimensions (2007)
- Legend of the Shadowking (2010)
- Land of the Crimson Dawn (2012)
- Beyond (2014)
- 666 Weeks Beyond Eternity // reedició remasteritzada amb bonus de l'àlbum Eternity // (2015)
- Master of Light (2016)
- M.E.T.A.L. (2019)

### EP
- Taragon (1999)
- Silent Empire (Acústic) (2001)

### Àlbums vius
- Live Invasion (2004)
- Live in Hellvetia (2011)

### Recopilacions
- Ages Of Light (2013)

### Demo
- Freedom Call (1998)

### Singles
- Silent Empire (2001)
- Eternity (2002)
- Blackened Sun (2007)
- Mr. Evil / Innocent World (2007)
- Zauber der Nacht (2010)
- Rockin' Radio (2012)
- Power & Glory (2012)
- Union Of The Strong (2014)

- Hammer Of The Gods (2016)
- 111 - the Number of the Angels (2019)